# Oligotrofizm
Oligotrofizm – stan ubogiej zawartości substancji pokarmowych w środowisku. 
Wiąże się z niską produkcją pierwotną. W typologii zbiorników wodnych wyróżniane są jeziora oligotroficzne. Oligotroficzne ekosystemy leśne są stosunkowo częste w regionach tropikalnych.